# Dream SMP
Dream SMP (a veces abreviado DSMP y originalmente conocido como Dream Team SMP)) era un servidor de Minecraft de supervivencia multijugador accesible sólo por invitación (SMP, por sus siglas en inglés), creado por los youtubers Dream y GeorgeNotFound, y protagonizado por un grupo de creadores de contenido de Minecraft quienes jugaban interpretando personajes de un juego de roles basados en versiones ficticias de ellos mismos dentro de una historia semi-improvisada. Era transmitido en vivo a través de Twitch y YouTube. Se convirtió en una popular serie web de Minecraft. El servidor fue cerrado oficialmente el 10 de abril de 2023.

## Historia y trama
Dream SMP fue creado por Dream y GeorgeNotFound en abril de 2020 con el objetivo original de probar la reciente actualización del juego, para luego volverse un servidor de contenido compartido entre diversos creadores de contenido cercanos a los creadores. Ganó popularidad rápidamente, en parte debido a la pandemia de COVID-19 y colaboraciones a través de varios canales de YouTube y Twitch. Es protagonizada por youtubers de Minecraft como Sapnap y TommyInnit, quiénes interpretan a personajes vagamente basados en ellos mismos. Se involucran en largos conflictos por el poder político y artefactos raros.
La mayoría del contenido es improvisado, excepto por algunos puntos claves de la trama, los cuales son vagamente guionizados por adelantado. Los primeros arcos de la trama eran en gran parte planeados por Wilbur Soot. En una entrevista para Insider, declaró: «escribo una serie de ganchos en la trama y puntos que deben unirse, aun así nosotros improvisamos diálogo y comedia todo el tiempo para llevarnos de un punto a otro». El servidor tiene más de 20 «eras» en su trama y más de 30 personajes hasta agosto de 2021. Los inicios de la historia fueron inspirados por Hamilton, el cual ha sido referenciado muchas veces por los miembros del servidor.
Dentro de la trama, los personajes podían morir hasta tres veces antes de morir de forma permanente. Algunos miembros interpretaron a varios personajes, incluidas versiones fantasma de ellos mismos. Dream usaba una cuenta de Minecraft separada para interpretar a DreamXD, la deidad del servidor y que tiene acceso canónico al "modo creativo", una modalidad del juego dando acceso a vuelo y a recursos ilimitados.
The Disc Saga (en español, La saga de los discos), fue el arco más largo de la trama, centrado en dos discos de música difíciles de obtener, originalmente de propiedad de TommyInnit. A lo largo de la saga, Dream y otros personajes lucharon por la propiedad de los discos, y los usaron como ventaja unos contra otros. The Disc Saga concluyó en enero de 2021, con Dream encarcelado. La transmisión de Twitch de TommyInnit de esta conclusión alcanzó un máximo de más de 650 000 espectadores, lo que la convirtió en la tercera transmisión en vivo con mayor cantidad de espectadores simultáneos de todos los tiempos en la plataforma.

La bandera de L'Manburg

Otro conflicto estalló cuando Wilbur Soot fundó L'Manberg, un estado separatista dentro del servidor para jugadores no estadounidenses. Se separó de la nación Greater Dream SMP y ganó una guerra por la independencia. Más tarde, L'Manberg celebraría una elección presidencial, originalmente con la idea de mantenerla secreta para otorgar una victoria total a Wilbur Soot y TommyInnit, pero tras ser descubierta por otros miembros, estos se involucraron en acalorados debates de juego de roles entre los partidos políticos ficticios SWAG2020 (con Quackity como candidato) y POG2020 (con Wilbur como candidato), en la noche anterior a la votación los partidos Coconut2020 y SCHLATT2020 se hicieron presentes, este último formado únicamente por Jschlatt, quien originalmente apoyaría a POG2020. Cuándo GeorgeNotFound, compañero de campaña de SWAG2020 no se presentó, Quackity formó una coalición con el partido de Jschlatt, dando lugar a SchWAG2020. Este partido de coalición ganó las elecciones con el 46 por ciento de los votos.
En enero de 2021, Dream, Technoblade y Ph1LzA invaden, destruyen y generan la disolución permanente de L'Manberg.
El gran énfasis en el aspecto del juego de roles del servidor y sus tramas generales atrajeron una atención significativa. Según Rich Stanton de PC Gamer, «L'Manburg fue tomado muy en serio por sus jugadores, hasta el punto de que la nación no solo tiene una bandera sino un himno nacional». La trama fue comparada con el teatro en vivo por Cecilia D'Anastasio de Wired, describiéndola como un «drama político maquiavélico». Ryan Broderick de Polygon describió la trama del servidor como si se desarrollara como «un tonto Juego de Tronos con ritmo de anime», y describió a los personajes de la historia como «no muy diferentes de cómo el luchador John Cena interpreta al luchador John Cena dentro de la narrativa de la WWE». Julia Alexander de The Verge describió The Disc Saga como una «historia dramática del bien contra el mal» en la que Dream y TommyInnit luchaban por el dominio en el servidor.
En una entrevista de 2022 con Variety, Dream dijo que Dream SMP era solo «Minecraft siendo usado como un medio para narrar historias en lugar de ser un juego real», con GeorgeNotFound agregando que «casi no jugamos el juego», refiriéndose a cuando hacen transmisiones para Dream SMP.
El servidor ha sido visitado por varias celebridades, incluyendo a KSI, Ninja, Lil Nas X, Pokimane, Corpse Husband, y MrBeast, este último siendo el anfitrión de un reto en el servidor cuyo premio fueron $100,000 dólares en tarjetas del regalo escondidas en el mundo del servidor para cualquier miembro del Dream SMP y su audiencia.
En noviembre de 2022, TommyInnit y Tubbo realizaron cuatro transmisiones en vivo consecutivas en Twitch, comenzando el día 10 y terminando el 13, describiéndolas como el final de la temporada 1 de Dream SMP. Estas cuatro transmisiones concluyeron con la explosión del servidor por parte de Tubbo y Jack Manifold. La última parte de la transmisión presentó a Dream, Tommyinnit y Tubbo apareciendo en un nuevo mundo sin recuerdos de lo que había sucedido anteriormente en la transmisión. Tubbo anunció más tarde que todas las transmisiones finales posteriores terminarán con la explosión del servidor, llamándolo «The Event» (en español, «El Evento»). En la misma transmisión, insinuó que la temporada 2 puede tener referencias a la temporada 1.
En marzo de 2023, Dream anunció que probablemente no habría una temporada 2; en respuesta, CaptainPuffy subió más de 300 imágenes tomadas de ubicaciones en el servidor en varias etapas en su sitio web.
Varios miembros transmitieron juntos en SMP el 10 de abril de 2023 para derrotar al Ender Dragon (un jefe en Minecraft), que era inaccesible hasta ese día debido a las reglas de Dream.

## Impacto cultural
Dream SMP obtuvo un gran número de seguidores y un fandom popular, con cientos de miles de espectadores asistiendo a eventos en vivo. Sus historias se analizan en videos de estilo documental, como los de MatPat, quien describe la serie como «narración narrativa a través de la lente de los juegos». Broderick también atribuye el éxito sin precedentes de Dream SMP a la forma en que se muestra su historia, describiéndola como «una idea profunda [que] esencialmente convierte a los espectadores en sus propios directores, saltando a través de las transmisiones para ver en qué versión de la historia quieren enfocarse». En septiembre de 2021, Benjamin Herold de The Hechinger Report dijo que Dream SMP «ayudó a millones de niños a mantenerse conectados con el mundo social» durante la pandemia de COVID-19.
Las historias del servidor han inspirado fan art, fan fiction, animaciones y musicales en línea. Aunque es inusual para un creador en línea, Dream alentó a que se escribiera fan fiction sobre él, afirmando que en última instancia ayuda a su carrera. Un creador fanático notable es Sad-ist, un animador de Filipinas que ilustra eventos de la historia del servidor con música y clips de diálogo.
Una publicación de broma improvisada en Tumblr hecha a expensas del fandom de Dream SMP condujo a la creación de un servidor creado por fans con su propia trama y tradición, conocido como «Penis SMP».
El 24 de julio de 2021, la bandera de L'Manburg fue vista en una protesta antivacunas en Londres, junto a una bandera de Donald Trump.

### En la cultura pop
The Verge describió a Dream SMP como un «fenómeno mundial», con fanáticos de Dream SMP creando cantidades masivas de fan fiction, fan art y canciones de fans. Una obra de fan notable, Heat Waves, que es una serie de fan fiction relacionada con Dream SMP alojada en Archive of Our Own, alcanzó el puesto número tres en el sitio web. Lleva el nombre de la canción «Heat Waves» de Glass Animals, y se sugiere que es una de las razones por las que la canción encabezó la lista Triple J Hottest 100 de 2020 en Australia.
«Dream SMP» fue incluido como género en Spotify Wrapped a fines de 2021. El género abarca música creada por fanáticos sobre los eventos del servidor, música hecha por miembros de Dream SMP y música utilizada en transmisiones de Dream SMP, pero en gran medida se usó como un cajón de sastre para la música de youtubers con bases de fans similares. Los artistas que forman parte del género incluyen a Glass Animals, Wilbur Soot, Toby Fox, Derivakat y Alec Benjamin.
El servidor fue visitado por varias estrellas invitadas notables, entre ellas KSI, Vikkstar123, LazarBeam, Ninja, Lil Nas X, Pokimane, Corpse Husband y MrBeast. MrBeast organizó un juego en el servidor escondiendo tarjetas de regalo por valor de 100 000 dólares para que los miembros de Dream SMP las encontraran. El streamer Tubbo ganó las tarjetas.